# Phtheirospermum japonicum
Phtheirospermum japonicum là loài thực vật có hoa thuộc họ Cỏ chổi. Loài này được (Thunb.) Kanitz miêu tả khoa học đầu tiên năm 1878.

## Hình ảnh

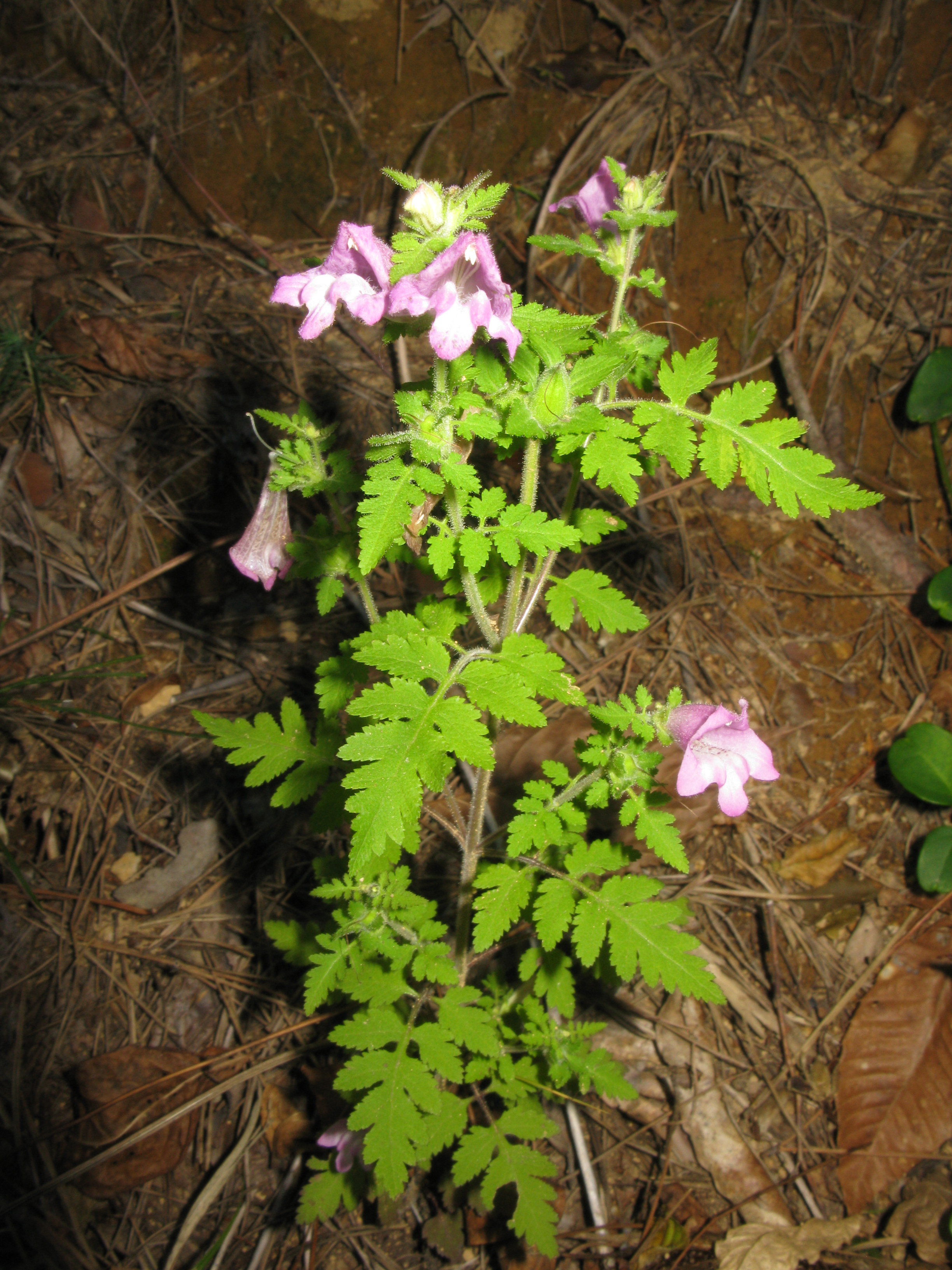
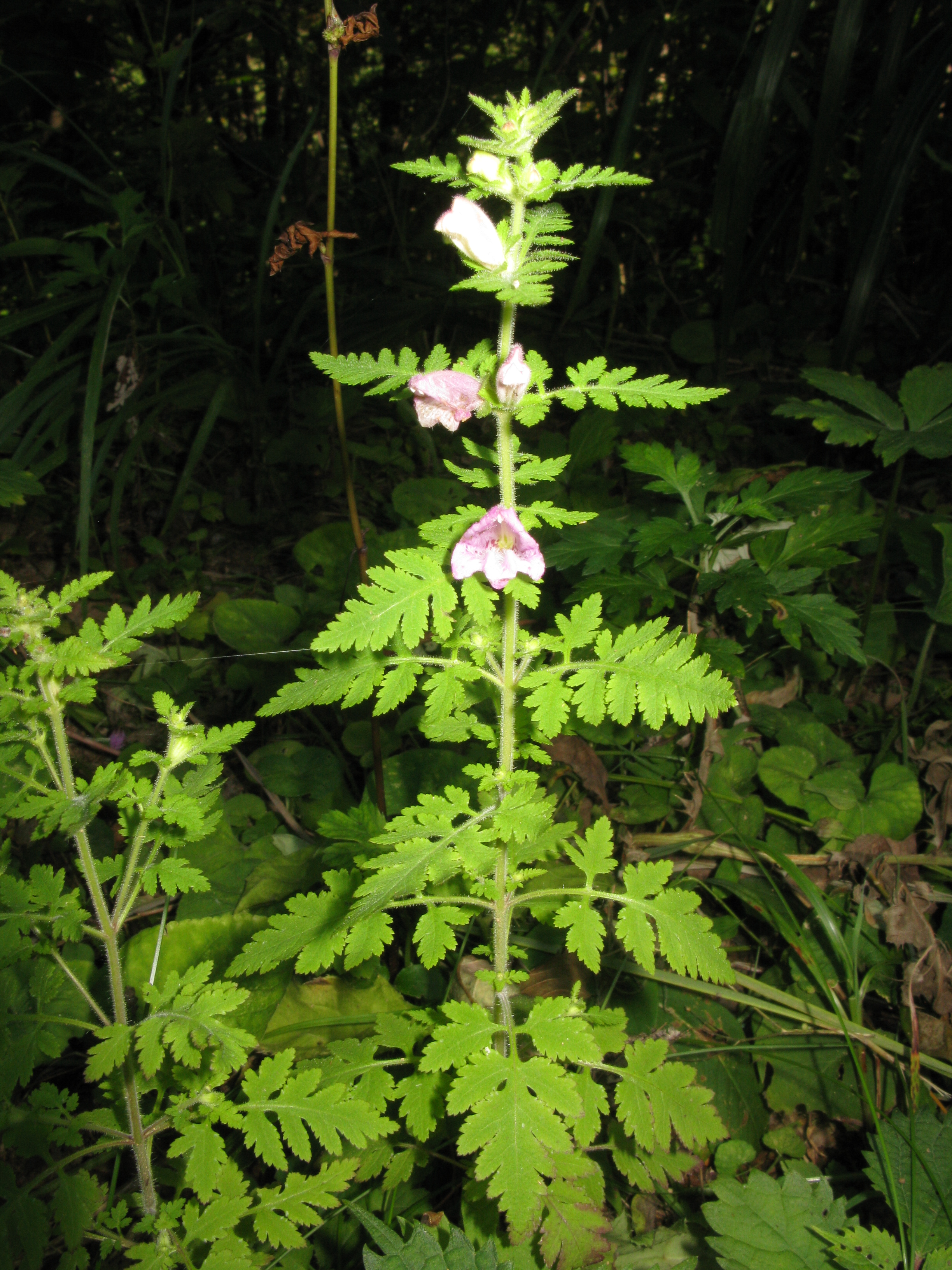
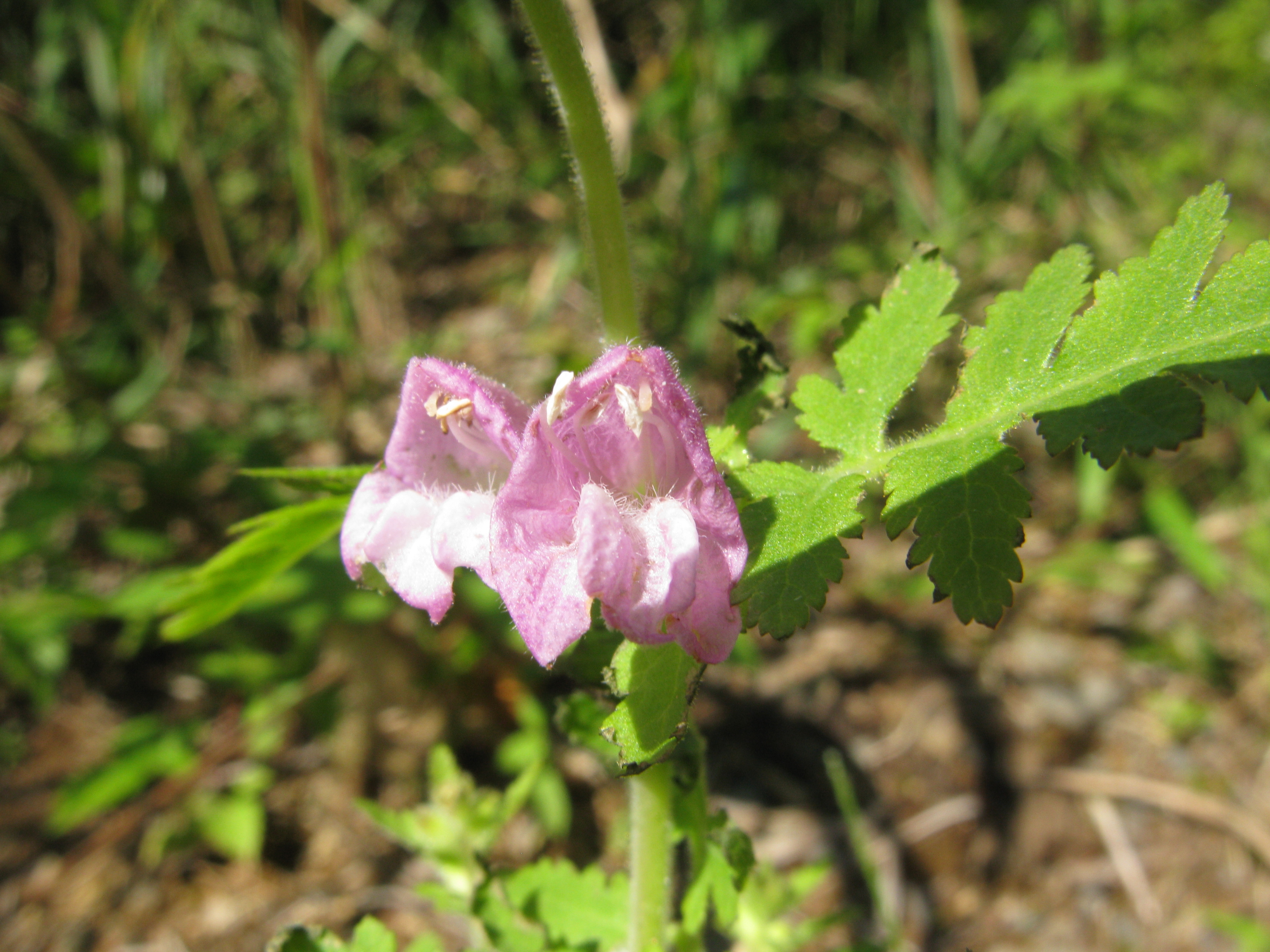
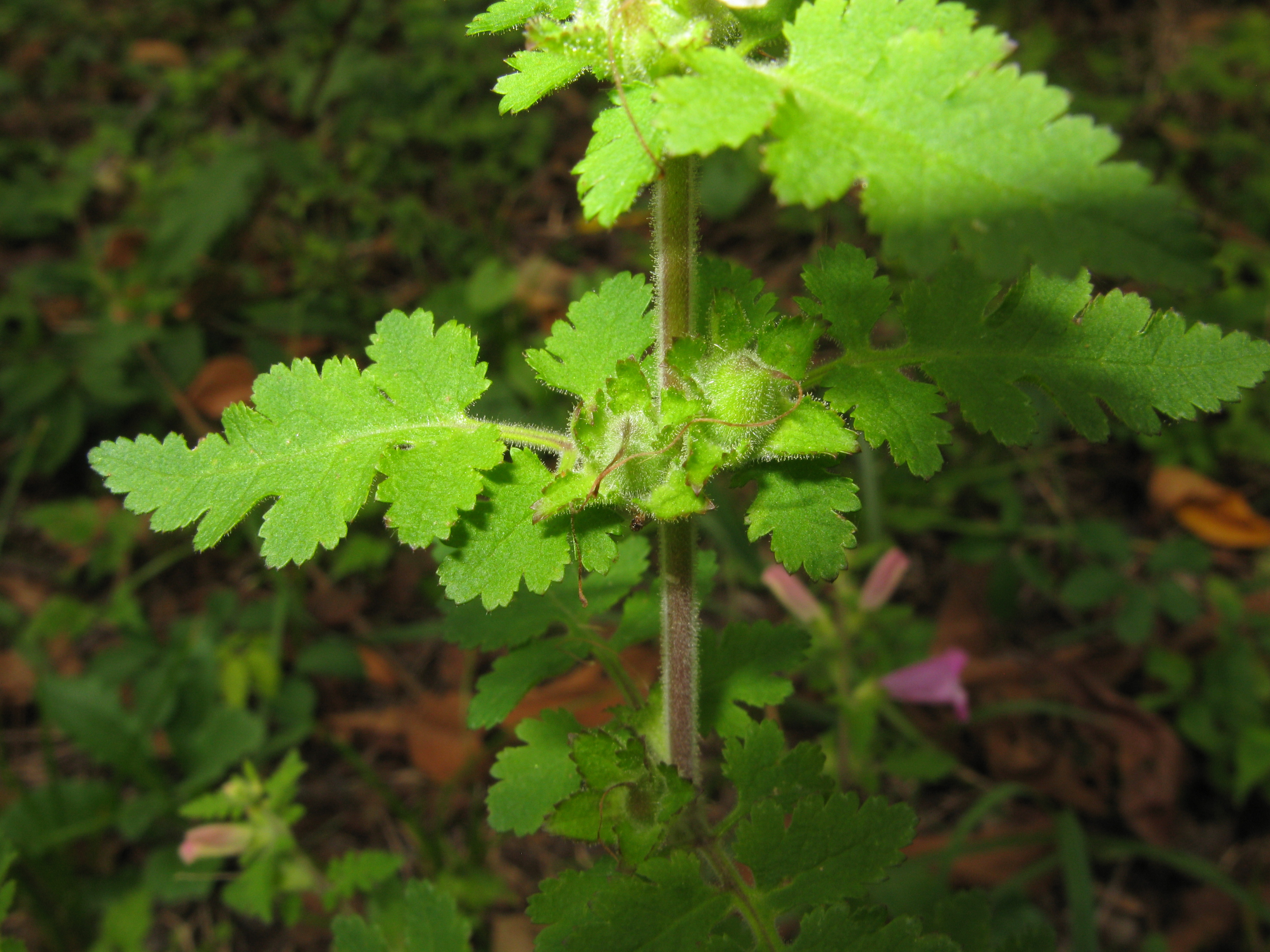